# Міністерство державної скарбниці (Друга Польська Республіка)

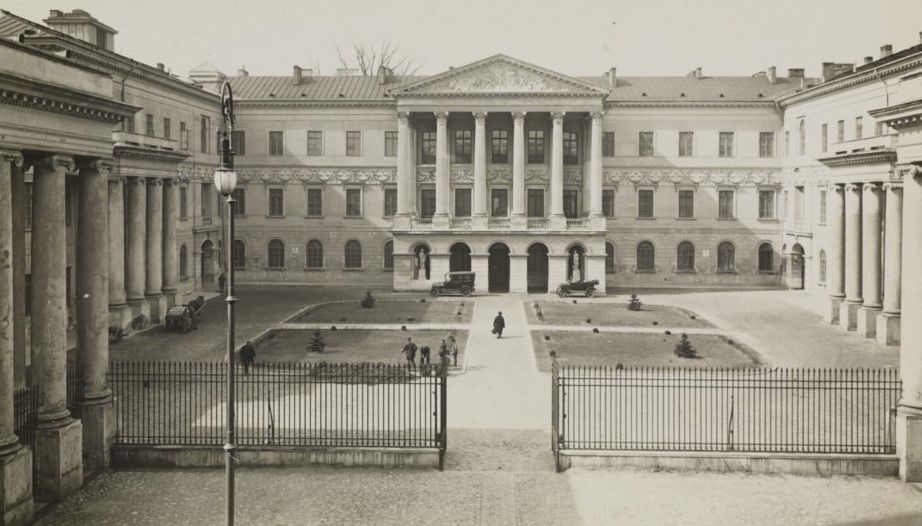
Палац Урядової комісії доходів і державної скарбниці, резиденція міністерства

Міністе́рство держа́вної скарбни́ці (пол. Ministerstwo Skarbu) — допоміжний апарат міністра державної скарбниці, відомство, створене 1 лютого 1918 року на підставі ст. 38 декрету Ради Регентства про тимчасову організацію вищих органів влади в Королівстві Польському від 3 січня 1918 року (Dz.U. z 1918 r. nr 1, poz. 1). Згідно зі статтею 25 вищезгаданого декрету, до компетенції міністра державної скарбниці належали питання державної скарбниці та державної фінансової політики, оподаткування, митних зборів, складання бюджету, кредитної, грошової та емісійної справи, а також нагляду за банками та страховими компаніями.
Штаб-квартирою міністерства був об'єднаний палац Комітету прибутків і скарбів і міністра скарбниці на вул. Римарська 3/5.

## Створення
У середині січня 1917 року Тимчасова Державна Рада заснувала Реферат державної скарбниці, перетворений через кілька днів на Департамент державної скарбниці, який мав перебрати на себе управління скарбницею після того, як окупанти мали передати скарбові повноваження в Королівстві Польському польській адміністрації. Після відновлення незалежності Польщі діяльність державної скарбниці поступово охопила всю територію новоствореної держави. 7 січня 1919 року, окрім території колишнього Королівства Польського, під її владу перейшли Білосток і Підляшшя, 8 квітня 1919 року — Галичина і частина Цешинської Сілезії, 18 листопада 1920 року — східні воєводства, 1 січня 1922 року — Познанське і Поморське воєводства, 24 березня 1922 року — Віленський край (після інкорпорації Серединної Литви).
При Міністерстві державної скарбниці діяли дорадчі органи: Фінансова рада, Кооперативна рада, Банківський комітет, Страхова рада, Монетна рада.

## Органи державної скарбниці
Міністерству державної скарбниці були підпорядковані органи податкової служби другої інстанції: податкові служби, гербові служби, акцизні служби та податкові служби державних монополій.

## Значення
Міністерство державної скарбниці в багатьох випадках розробляло концепції загальної економічної політики країни та було найважливішим стратегічним економічним міністерством Другої Польської Республіки. З цієї причини посаду міністра фінансів іноді поєднували з посадою прем'єр-міністра (Владислав Грабський) або віцепрем'єр-міністра (Евгеніуш Квятковський).
Його сучасним еквівалентом з погляду компетенції є Міністерство фінансів.